# La Legió d'Honor
La Legió d'Honor (en español, «La Legión de Honor») es una zarzuela en catalán, en dos actos, estrenada en el Teatre Nou de Barcelona, el 26 de febrero de 1930. La obra tiene libreto de Víctor Mora Alzinelles y Lluís Capdevila Vilallonga, y la música es del compositor valenciano Rafael Martínez Valls.
La obra ha sido aclamada como una de las más logradas de su compositor, Martínez Valls. Destaca sobre todo por el uso de símbolos catalanes durante la dictadura de Primo de Rivera, como la sardana «Ja la cobla toca al lluny... Sardana nostra sona sempre.», que no eran bien vistas por el régimen, aunque, como en el caso de Cançó d'amor i de guerra, a veces conseguían pasar la censura. Para evitar mayores problemas con la censura, los autores colocaron la acción en la Normandía, en Francia. La precaución resultó inútil, ya que el régimen cayó un mes antes del estreno de la obra.

## Personajes
- Carlota, bella normanda enamorada de Marcel; soprano.
- Madelena, amiga de Carlota, prometida de Trabuc; mezzosoprano.
- Marcel, catalán enamorado de su tierra y de Carlota; tenor.
- Brissac, normando enloquecido por la guerra ; barítono.
- Trabuc, legionario de color y corneta; tenor.

## Argumento
La trama reúne aventuras y amores, resultando compleja. Básicamente es la historia de amor entre Carlota, una bella normanda, y Marcel, un catalán que se ha apuntado a la Legión Extranjera francesa. Marcel, en sus cantos, recuerda los paisajes y la música de su Cataluña natal.

### Índice de escena
Zarzuela en dos actos con los siguientes números musicales:
Acto I: 
1. Preludio y canción de Carlota con coro de jóvenes, «Déu et guard amiga nostra [...] de la tarda a la llum caient [...] Pagaseta normandesa».
2. Coro de soldados y Carlota, «Ja són aquí els Graus de nostra terra».
3. Romanza de Marcel, «Bella contrada de Normandia».
4. Dúo de Carlota y Marcel, «No us mogueu d'aquí, Carlota».
5. Relato de Brissac, «Sota terra, a mes mans Tots caureu».
6. Dúo cómico, «Ai negre, no ho diguis, tens la cara Molt alegre».

Acto II: 
1. Interludio y escena de Trabuc y coro de soldados, «Esperem el bon menjar».
2. Coro, «Les Noies vanen somrient», Brindis, «Ompliu postres gots" i cançó de Brissac "Escolteu-me ... ..D'aquella flor muntanyesa».
3. Baile normando, «De Normandia, terra gloriosa [...] Normandesa, rosa gemada».
4. Sardana «Ja la cobla toca a Lluny [...] Sardana nostra persona sempre».
5. Romanza de Marcel «Tot S'ha acabat per mi».
6. Monólogo.
7. Intermedio.
8. Romanza de Carlota «Déu meu, Senyor!» y final «Tornarem Quan fini la guerra [...] És Orgull la Vostra bravesa».

## Discografía
- La voz de su amo, 1930 - Rita Esteban, Joan Rosich y Carme Valor.

- Columbia, 1965 - Directores, Rafael Ferrer con la Gran Orquesta Sinfónica y Antoni Pérez Simó con el Orfeó Gracienc y cantan Francesca Callao, Carme Rigolfas, Eduard Gimenez, Manuel Ausensi y Dídac Monjo.